# Paul Bretschneider (Ingenieur)
Paul Bretschneider (* 20. Februar 1872 in Rom; † 18. Dezember 1939 in Wien) war ein deutscher Ingenieur.

## Leben
Paul Bretschneider wurde als Sohn deutscher Eltern in Rom geboren, wo er auch seine ersten Lebensjahre verbrachte. Er besuchte die Realschule und die höhere Gewerbeschule in Chemnitz und studierte im Anschluss an eine zweijährige praktische Tätigkeit in einer Maschinenfabrik an der Technischen Hochschule Stuttgart. Nach dem Studium war er unter anderem kurzzeitig bei der Maschinenfabrik Esslingen beschäftigt. Er war zweiter Direktor der Daimler-Motoren-Gesellschaft in Cannstatt und wechselte 1907 zu Austro-Fiat nach Wien. Dort leitete er den Aufbau der neuen Automobilfabrik in Floridsdorf. Aus Gesundheitsgründen gab er 1925 seine dortige Tätigkeit als Generaldirektor auf. Nach dem „Anschluss“ Österreichs übernahm er für kurze Zeit nochmal die Werksleitung, musste aber wiederum aus Gesundheitsgründen diese Tätigkeit dann endgültig aufgeben.
Paul Bretschneider war in der Normung engagiert. Er war an der Gründung des Österreichischen Normenausschusses beteiligt und ab 1931 dessen Präsident. In die Gründungsberatung der International Federation of the National Standardizing Associations (ISA) war Bretschneider eingebunden. Nach dem „Anschluss“ wurde er Präsidiumsmitglied des Deutschen Normenausschusses.
Paul Bretschneider gehörte seit 1900 dem Verein Deutscher Ingenieure (VDI) an und war von 1927 bis 1929 dessen Vorstandsmitglied. Beim Österreichischen Verein deutscher Ingenieure war er von 1919 bis 1922 Mitglied des Vorstands und von 1923 bis 1928 sowie von 1931 bis 1936 dessen Vorsitzender. Im Jahr 1929 erhielt er die Ehrenmitgliedschaft. Er war langjähriges Kuratoriumsmitglied des Technischen Museums Wien und Mitglied des Arbeitsausschusses des Forschungsinstitutes für Geschichte der Technik.